# Кусиро-Сицугэн (национальный парк)
Кусиро-Сицугэн  (яп. 釧路湿原国立公園 кусиро-сицугэн) — национальный парк на территории округа Кусиро японского острова Хоккайдо. Основан 31 июля 1987 года; имеет площадь 287,88 км².
Расположен на равнине Кусиро и содержит самые большие участки зарослей тростника в Японии
Река Кусиро, берущая начало в озере Куттяро, протекает по большей части парка. Также протекают реки Арекинай-Гава и Омосиромбецу-Гава, впадающие в пресноводное озеро морского происхождения Торо-Ко.